# Osteolytische Knochenmetastase

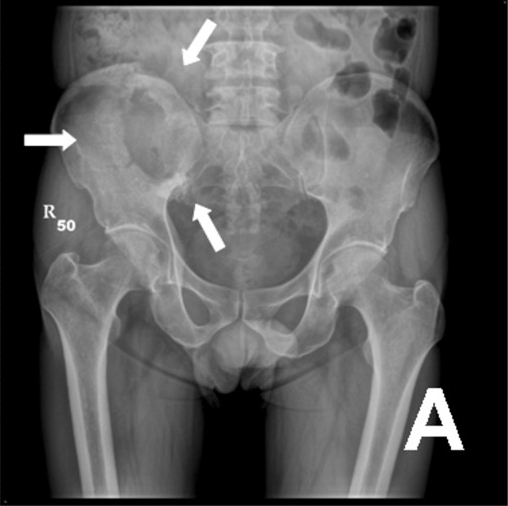
61-jähriger Patient mit einem sarkomatoiden hepatozellulären Karzinom (HCC) und einer Metastase am oberen Darmbein, in der Nähe des Iliosakralgelenks. In dieser Röntgenaufnahme ist die osteolytische Läsion mit weißen Pfeilen dargestellt.

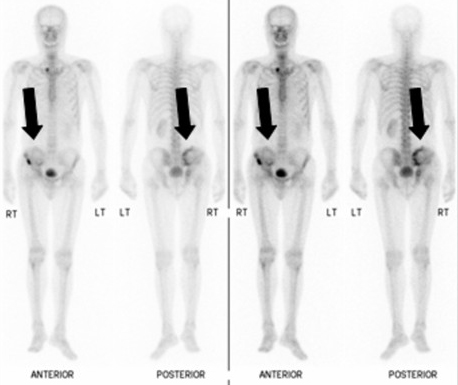
Skelettszintigrafie mit ^{99 m}Tc-Methylendiphosphonat (MDP) bei dem Patienten mit dem HCC.

Osteolytische Knochenmetastasen sind mit einem Anteil von etwa 75 % die häufigsten Knochenmetastasen.:11 Knochenmetastasen entstehen fast ausschließlich im Markraum. Die Primärtumoren sind meist Nieren-, Lungen-, Brust- oder Schilddrüsenkarzinome. Das stark osteolytische multiple Myelom wird im deutschsprachigen Raum nicht zu den Knochenmetastasen gerechnet.:25
Transformierende Wachstumsfaktoren (Transforming growth factor, TGF) wie beispielsweise TGF-β sind in die Knochenmatrix eingelagert. Das Skelettsystem ist der größte Vorratsspeicher für TGF-β. Die Tumorzellen der Knochenmetastasen sezernieren ein dem Parathormon (PTH) verwandtes Peptid, PTHrP (parathyroid hormone-related protein), das die gleiche Wirkung wie Parathormon aufweist, sowie Interleukin-11 (IL-11). Beide Proteohormone stimulieren die Osteoklasten, wodurch der Knochenabbau voranschreitet, sowie die Freisetzung von Wachstumsfaktoren, die ursprünglich in der Knochenmatrix immobilisiert waren. Diese Wachstumsfaktoren regen wiederum die Tumorzellen zur Proliferation an. Dadurch entsteht ein Teufelskreis (Circulus vitiosus) aus Tumorprogredienz und pathologischem Knochenumbau, der einen wesentlichen Anteil an der Unheilbarkeit der meisten Knochenmetastasen hat. Ein weiterer Faktor, der das Wachstum der Knochenmetastasen begünstigt, ist der Sauerstoffmangel (Hypoxie) im Bereich der Tumorzellen.
Der TGF-β-Signalweg wird durch die Anbindung von TGF-β an den TGF-Typ-II-Rezeptor (TRII, bzw. TGF-IIR) aktiviert und eine Annäherung an den TGF-Typ-I-Rezeptor (TRI, bzw. TGF-IR) ermöglicht. Die beiden Rezeptoren dimerisieren und aktivieren eine in TRI enthaltene Kinase-Domäne, an die sich die Rezeptor-assoziierten Smad2 und Smad3 (Smad = Mothers against decapentaplegic homolog) anlagern. Smad2 und Smad3 werden phosphoryliert und bilden zusammen den Transkriptionsfaktor Smad4. Smad4 überträgt dann das TGF-β-vermittelte Signal bis in den Zellkern, wo die Ziel-Gene aktiviert werden.
TGF-β stimuliert über diesen Signalweg nicht nur das PTHrP- und IL-11-Gen, sondern darüber hinaus weitere für die Kolonisierung im Knochen wichtige Gene. Dazu gehören unter anderem CTGF (connective tissue growth factor), Interleukin-8, CXCR4 (CXC-Motiv-Chemokinrezeptor 4) und MMP1 (Matrixmetallopeptidase 1).
Im Tiermodell Maus konnte durch eine Blockade des TGF-β-Signalwegs die Anzahl an Knochenmetastasen reduziert und die Überlebensrate erhöht werden, während eine Überexprimierung von TRI diesen Effekt umkehrt.  Die gleichen positiven Effekte wurden bei der Unterbrechung der TGF-β-Signalkaskade durch Gen-Knockout von Smad4 oder durch Überexpression vom Smad7, einem proteinogenen Inhibitor, und verschiedenen Wirkstoffen mit inhibierender Wirkung beobachtet.